# Veikkausliiga 2020
La temporada 2020 es la edición número 90 de la Veikkausliiga. La temporada comenzó el 1 de julio de 2020 y finalizó el 4 de noviembre de 2020. 
El 1 de noviembre, el HJK se coronó campeón tras derrotar por 5-0 al IFK Mariehamn. Consiguió de esta manera el 30° título de liga de su historia.

## Formato
Los 12 equipos participantes jugaran entre sí todos contra todos dos veces totalizando 22 partidos cada uno, al término de la fecha 22, el primer clasificado se coronó campeón de la liga y obtuvo un cupo para la Primera ronda de la Liga de Campeones de la UEFA 2021-22, mientras que el subcampeón y el tercero obtuvieron un cupo para la primera ronda de la Liga Europa Conferencia de la 2021-22, por otro lado, el undécimo clasificado jugó el Play-offs de relegación contra el subcampeón de la Ykkönen 2020, mientras que el último descendió a la Ykkönen 2021.
Un tercer cupo para la Primera ronda de la Liga Europa Conferencia de la 2021-22 fue asignado al campeón de la Copa de Finlandia.

## Ascensos y descensos
Los clubes KPV y VPS, descendidos la temporada anterior, son reemplazados para este torneo por el campeón y subcampeón de la Ykkönen, la Segunda división finlandesa, el Haka y el TPS respectivamente.
| Pos. | Descendidos de la Veikkausliiga 2019 |
| ---- | ------------------------------------ |
| 11.º | KPV                                  |
| 12.º | VPS                                  |

| Pos. | Ascendidos de la Ykkönen 2019 |
| ---- | ----------------------------- |
| 1.º  | Haka                          |
| 2.º  | TPS                           |

## Equipos participantes
| Equipo        | Ciudad      | Estadio                 | Capacidad |
| ------------- | ----------- | ----------------------- | --------- |
| Haka          | Valkeakoski | Tehtaan kenttä          | 3516      |
| HIFK          | Helsinki    | Telia 5G -areena        | 10 776    |
| HJK           | Helsinki    | Telia 5G -areena        | 10 776    |
| Honka         | Tapiola     | Tapiolan Urheilupuisto  | 5000      |
| Ilves         | Tampere     | Tammela Stadion         | 5040      |
| Inter Turku   | Turku       | Veritas Stadion         | 9300      |
| KuPS          | Kuopio      | Savon Sanomat Areena    | 5000      |
| Lahti         | Lahti       | Lahden Stadion          | 14 500    |
| IFK Mariehamn | Mariehamn   | Wiklöf Holding Arena    | 4000      |
| RoPS          | Rovaniemi   | Rovaniemen keskuskenttä | 4000      |
| SJK           | Seinäjoki   | OmaSP Stadion           | 6000      |
| TPS           | Turku       | Veritas Stadion         | 9372      |

## Tabla de posiciones
| Pos. | Equipo        | Pts. | PJ | G  | E  | P  | GF | GC | Dif. | Clasificación 2021–22                          |
| ---- | ------------- | ---- | -- | -- | -- | -- | -- | -- | ---- | ---------------------------------------------- |
| 1    | HJK (C)       | 48   | 22 | 14 | 6  | 2  | 53 | 17 | +36  | Primera Ronda de la Liga de Campeones          |
| 2    | Inter Turku   | 41   | 22 | 12 | 5  | 5  | 36 | 17 | +19  | Primera Ronda de la Liga de Conferencia Europa |
| 3    | KuPS          | 41   | 22 | 12 | 5  | 5  | 39 | 26 | +13  | Primera Ronda de la Liga de Conferencia Europa |
| 4    | Honka         | 37   | 22 | 9  | 10 | 3  | 26 | 17 | +9   | Primera Ronda de la Liga de Conferencia Europa |
| 5    | Ilves         | 36   | 22 | 10 | 6  | 6  | 37 | 29 | +8   |                                                |
| 6    | Lahti         | 32   | 22 | 8  | 8  | 6  | 33 | 30 | +3   |                                                |
| 7    | SJK           | 29   | 22 | 8  | 5  | 9  | 27 | 29 | −2   |                                                |
| 8    | HIFK          | 28   | 22 | 8  | 4  | 10 | 29 | 33 | −4   |                                                |
| 9    | IFK Mariehamn | 23   | 22 | 6  | 5  | 11 | 29 | 43 | −14  |                                                |
| 10   | Haka          | 22   | 22 | 5  | 7  | 10 | 25 | 41 | −16  |                                                |
| 11   | TPS           | 21   | 22 | 6  | 3  | 13 | 23 | 39 | −16  | Play-off de descenso                           |
| 12   | RoPS          | 5    | 22 | 1  | 2  | 19 | 15 | 51 | −36  | Descenso a Ykkönen 2021                        |

Actualizado a los partidos jugados el 4 de noviembre de 2020.
 Fuente: Veikkausliiga

## Tabla de resultados cruzados
| Local \ Visitante | HAK | HIF | HJK | HON | ILV | INT | KUP | LAH | MAR | ROP | SJK | TPS |
| ----------------- | --- | --- | --- | --- | --- | --- | --- | --- | --- | --- | --- | --- |
| Haka              | —   | 0–2 | 1–4 | 1–1 | 0–2 | 0–2 | 2–4 | 2–2 | 0–1 | 0–2 | 1–4 | 2–1 |
| HIFK              | 0–1 | —   | 4–3 | 1–1 | 1–2 | 0–0 | 0–3 | 0–3 | 2–2 | 1–0 | 2–1 | 2–0 |
| HJK               | 3–1 | 3–0 | —   | 1–1 | 2–0 | 1–1 | 2–2 | 1–1 | 6–1 | 4–0 | 2–0 | 2–2 |
| Honka             | 1–2 | 0–1 | 0–0 | —   | 3–2 | 1–1 | 1–1 | 2–1 | 1–0 | 1–0 | 0–0 | 3–1 |
| Ilves             | 1–1 | 2–2 | 1–2 | 4–1 | —   | 0–2 | 0–0 | 3–1 | 4–3 | 1–0 | 0–0 | 4–0 |
| Inter Turku       | 2–0 | 3–2 | 1–0 | 0–0 | 5–1 | —   | 2–0 | 3–0 | 2–1 | 3–1 | 0–1 | 3–0 |
| KuPS              | 2–3 | 3–2 | 0–3 | 0–2 | 1–1 | 1–0 | —   | 3–0 | 2–1 | 3–0 | 2–1 | 3–1 |
| Lahti             | 0–0 | 0–0 | 0–4 | 0–0 | 3–2 | 2–2 | 1–2 | —   | 3–1 | 3–0 | 0–0 | 1–1 |
| IFK Mariehamn     | 2–2 | 0–3 | 0–5 | 0–0 | 0–2 | 2–0 | 0–2 | 2–2 | —   | 4–0 | 3–2 | 1–0 |
| RoPS              | 2–2 | 0–1 | 0–1 | 1–3 | 1–1 | 0–2 | 0–2 | 0–4 | 2–3 | —   | 2–3 | 2–3 |
| SJK               | 1–1 | 3–2 | 1–2 | 0–2 | 1–3 | 3–2 | 1–1 | 0–1 | 1–2 | 2–1 | —   | 1–0 |
| TPS               | 2–3 | 1–0 | 0–2 | 0–2 | 0–1 | 1–0 | 3–2 | 1–3 | 1–1 | 4–1 | 1–0 | —   |

## Playoffs de descenso
- El equipo ubicado en la undécima posición de la Veikkausliiga el TPS, se enfrentó con el segundo equipo de la Ykkönen el KPT, en juegos de de ida y vuelta por un cupo en la máxima categoría la próxima temporada.
| 11 de noviembre de 2020, 18:30 | KPT | 0:0     | TPS | Arto Tolsa Areena, Kotka                                      |                                                               |
|                                |     | Reporte |     | Asistencia: 1.315 espectadores Árbitro(s): Mattias Gestranius | Asistencia: 1.315 espectadores Árbitro(s): Mattias Gestranius |

| 14 de noviembre de 2020, 16:00 | TPS          | 1:1 (0:0) (Global 1:1) | KPT             | Veritas Stadion, Turku                                   |                                                          |
|                                | - Muzaci 58' | Reporte                | - 83' Mäkijärvi | Asistencia: 2.469 espectadores Árbitro(s): Dennis Antamo | Asistencia: 2.469 espectadores Árbitro(s): Dennis Antamo |

- KPT vence por la Regla del gol de visitante tras empatar 1–1 en el agregado y asciende a la Veikkausliiga, TPS  pierde la categoría.

## Goleadores
Actualizado el 4 de noviembre de 2020
| Pos. | Jugador              | Club          | Goles |
| ---- | -------------------- | ------------- | ----- |
| 1    | Roope Riski          | HJK           | 16    |
| 2    | Albion Ademi         | IFK Mariehamn | 14    |
| 3    | Timo Furuholm        | Inter Turku   | 10    |
| 4    | Jasin-Amin Assehnoun | Lahti         | 9     |
| 4    | Tim Väyrynen         | HJK           | 9     |
| 6    | Lauri Ala-Myllymäki  | Ilves         | 7     |
| 6    | Jean Marie Dongou    | Honka         | 7     |
| 6    | Naatan Skyttä        | Ilves         | 7     |
| 6    | Aniekpeno Udo        | KuPS          | 7     |
| 10   | Dimitry Imbongo      | Lahti         | 6     |